# Jussac
Jussac là một xã của Pháp, nằm trong département Cantal và vùng Auvergne-Rhône-Alpes.

## Dân số
| Năm | 1962 | 1968 | 1975 | 1982 | 1990 | 1999 |
| --- | ---- | ---- | ---- | ---- | ---- | ---- |
| Dân số | 1058 | 1204 | 1685 | 1825 | 1865 | 1779 |
| From the year 1968 on: No double counting—residents of multiple communes (e.g. students and military personnel) are counted only once. |      |      |      |      |      |      |